# Неверов Герман Іванович
Герман Іванович Неверов (нар. 1935) — радянський футболіст, нападник.

## Життєпис
На початку кар'єри виступав у класі «Б» за команду м. Молотова.
У 1956 році перейшов в ОБО (Свердловськ). Перший матч у класі «А» зіграв 1 квітня 1956 року проти московського «Спартака», а першим голом відзначився у своєму третьому поєдинку — 14 квітня в воротах московського «Динамо». Всього у вищій лізі в складі армійців зіграв 21 матч та відзначився 1 голом. У 1957-1959 роках продовжував виступати за армійський клуб у класі «Б». Ставав переможцем зонального турніру класу «Б» в 1958 році.
У 1956 році брав участь у Спартакіаді народів СРСР у складі збірної РРФСР.
У 1960 році перейшов у «Кайрат». Учасник першого матчу «Кайрата» у вищій лізі — 10 квітня 1960 року проти ленінградського «Адміралтійця». Всього за клуб з Алмати зіграв 4 матчі. У тому ж сезоні повернувся в Свердловськ, де грав за «Уралмаш».
У 1961-1962 роках грав за команди класу «Б» з Одеси — СКА та «Чорноморець».
Подальша доля невідома.